# Štěpán Hovorka
Štěpán Hovorka (6. března 1898 Pečky – 1. prosince 1949 Pečky) byl český voják a protinacistický a protikomunistický odbojář.

## Životopis
Narodil se březnu 1898 v Pečkách na Kolínsku. Po absolvování základní školní docházky se vyučil strojním zámečníkem. V roce 1917 začal působit v armádě v rámci povinné vojenské služby. Zúčastnil se bojů v maďarsko-československé válce, přičemž po jejím konci působil v armádě i nadále. Řadu let působil jako zbrojíř u vojenského útvaru v Olomouci. Od roku 1932 žil ve Zlíně. Se svou ženou Evženií měl dvě dcery, Ludmilu a Marii.
Za druhé světové války byl totálně nasazen, ale z totálního nasazení později uprchl zpět do Zlína. Stal se členem 1. československé partyzánské brigády Jana Žižky a členem skupiny kapitána Mědílka z Brna. V roce 1945 se účastnil osvobozování Zlína. Po komunistickém převratu začal, zřejmě v listopadu 1948, působit v protikomunistickém odboji. V rámci svého činnosti spolupracoval se Štěpánem Gavendou a stal se součásti Gavendovy špionážní sítě. Obstarával finanční prostředky a zbraně, krajanům rovněž pomáhal uprchnout z Československa a předával zpravodajské informace o Svitu Gottwaldov. Po odhalení skupiny kolem Gavendy se skrýval, a přestože i nadále získával zpravodajské informace, se touto dobou již snažil uprchnout do Západního Německa.

### Smrt
Ve večerních hodinách dne 1. prosince 1949 doprovázel Hovorka kněze Františka Vágnera k tzv. mrtvé schránce nacházející se poblíž řeky Výrovky. U ní na ně ovšem čekali příslušníci Státní bezpečnosti. Při přestřelce, která vypukla, byl ozbrojený Hovorka smrtelně zraněn, když jej jedna ze střel zasáhla do břišní aorty. Vágnerovi se podařilo z místa uprchnout. Státní bezpečnost u Hovorky poté nalezla řadu zpravodajských zpráv, které chtěl do Západního Německa odeslat. Ztotožněn byl až několik dní po své smrti. Pohřben byl 17. prosince 1949 na pečeckém hřbitově do neoznačeného hrobu.
V srpnu 2022 byl na hřbitově v Pečkách umístěn náhrobek s jeho jménem. V prosinci 2022 byla v jeho bydlišti ve Zlíně instalována pamětní deska.